# Anna Guðrún Jónasdóttir
Anna Guðrún Jónasdóttir (* 2. Dezember 1942) ist eine isländische Politikwissenschaftlerin.

## Leben
Anna Guðrún ist Professorin für Geschlechterforschung an der Universität Örebro und Co-Direktorin der Centre of Gender Excellence, eine Zusammenarbeit zwischen mehreren Hochschulen in Schweden. Ihre Schwerpunkte sind politische Theorie und Gesellschaftstheorie.
Sie ist vor allem für ihre Forschung zum Thema Liebe und ihre Theorie der „Love Power“ bekannt.
Sie hat einen Doktortitel in Politikwissenschaft von der Universität Göteborg (1991) und studierte Politikwissenschaft, Soziologie, Wirtschaftsgeschichte und Psychologie.

## Bücher (Auswahl)
- The Political interests of gender: developing theory and research with a feminist face (mit Kathleen B. Jones), Sage, 1988
- Why Women Are Oppressed, Temple University Press, 1991
- Love power and political interests: towards a theory of patriarchy in contemporary western societies, Universität Örebro, 1991
- Is There A Nordic Feminism? (with Drude von der Fehr and Bente Rosenbeck, eds.), Routledge, 1998
- The Political Interests of Gender Revisited: Redoing Theory and Research with a Feminist Face (PDF; 740 kB) (mit Kathleen B. Jones, Hrsg.), Tokyo/New York/Paris: United Nations University Press, 2008, ISBN 978-92-808-1160-5
- Sexuality, Gender and Power: Intersectional and Transnational Perspectives (mit Valerie Bryson og Kathleen B. Jones, Hrsg.), Routledge, 2011, ISBN 0-415-88087-4
- Love: A Question for Feminism in the Twenty-First Century (mit Ann Ferguson, Hrsg.), Routledge Advances in Feminist Studies and Intersectionality, 2013, ISBN 0-415-70429-4